# Copidognathus subgibbus
Copidognathus subgibbus är en kvalsterart som beskrevs av Newell 1971. Copidognathus subgibbus ingår i släktet Copidognathus och familjen Halacaridae. Inga underarter finns listade i Catalogue of Life.